# Очное образование
Очное обучение (традиционное или присутственное обучение) — классический подход к образованию, в котором студенты физически присутствуют на занятиях в классе или лекциях, чтобы участвовать в учебном процессе.

## Преимущества
Прямое взаимодействие с преподавателем позволяет студентам лучше понять учебный материал и получить немедленные ответы на возникающие вопросы. Во-вторых, наличие других студентов на занятиях создает возможность для обмена опытом и обсуждения различных взглядов и точек зрения. Также, очное обучение способствует развитию коммуникативных навыков и социальных контактов, поскольку студенты взаимодействуют друг с другом и с преподавателем.

## Недостатки
Очное обучение требует физического присутствия студентов на занятиях, что может быть неудобным для тех, кто имеет ограниченное время или живет вдали от учебного заведения. Кроме того, преподаватель ограничен своей физической емкостью и не может обучать большое количество студентов одновременно.

## Пандемия
В период пандемии COVID-19  наибольшая часть учебных заведений была переведена на дистанционную форму обучения. В связи с удобством так называемого дистанта, многие образовательные учреждения  и сейчас предпочитают совмещать очное и дистанционное образование.